# Tropidocephala luteola
Tropidocephala luteola är en insektsart som beskrevs av William Lucas Distant 1912. Tropidocephala luteola ingår i släktet Tropidocephala och familjen sporrstritar. Inga underarter finns listade i Catalogue of Life.